# Понеділко Віктор Іванович
Понеділко Віктор Іванович (нар. 22 березня 1949, с. Нове Поле, Запорізька область) — народний депутат України II та III скликання.
Кандидат історичних наук, доцент, член КПУ;
Народився 22 березня 1949 (с. Нове Поле, Михайлівський район, Запорізька область); українець; одружений; син Олександр і дочка Тетяна.
Освіта: Запорізький машинобудівний інститут ім. В. Чубаря (1971), інженер-механік, «Автомобілі і трактори»; кандидатська дисертація «Партійна і державна діяльність Г. Орджонікідзе» (грудень 1917 — січень 1920 рр.)" (Київський університет ім. Т. Шевченка, 1975). Автор понад 150 наукових праць.
Народний депутат України 3-го скликання з березня 1998 до квітня 2002, виборчій округ № 77, Запорізька область. З'явилось 64.6 %, за 25.3 %, 20 суперників. На час виборів: народний депутат України, член КПУ. Член фракції КПУ (з травня 1998). Член Комітету з питань свободи слова та інформації (з липня 1998), голова підкомітету з питань електронних засобів масової інформації (з 2000).
Народний депутат України 2 скликання з квітня 1994 (2-й тур) до квітня 1998, Орджонікідзевський виборчій округ № 182, Запорізька область, висунутий КПУ. Голова Комісії (Комітету) законодавчого забезпечення свободи слова та засобів масової інформації. Член фракції комуністів. На час виборів: Запорізький технічний університет, доцент кафедри українознавства, член КПУ. 1-й тур: з'явилось 61 %, «за» 24.99 %. 2-й тур: з'явилось 55.2 %, «за» 59.16 %. 18 суперників (основний — Є. Костенко, н. 1958; референт-консультант народного депутата С. Соболєва; 1-й тур — 10.85 %, 2-й тур — 34.29 %).
- 1971 — асистент катедри історії КПРС Запорізького машинобудівного інституту ім. В. Чубаря.
- Жовтень 1971–1974 — аспірант кафедри історії КПРС природничих факультетів Київського університету ім. Т. Шевченка.
- Листопад 1974–1990 — асистент, старший викладач, доцент кафедри історії КПРС, 1980–1983 — заступник секретаря парткому Запорізького машинобудівного інститут ім. В. Чубаря.
- Листопад 1990 — серпень 1991 — секретар з ідеологічної роботи Запорізького обкому КПУ.
- 1991–1994 — доцент кафедри історії, доцент кафедри українознавства Запорізького машинобудівного інституту (Запорізького державного технічного університету).
- З 2002 — член, 2003–2005 — перший заступник голови Національної ради України з питань телебачення і радіомовлення.

Член КПРС (з грудня 1972).